# George Lutz
George Lee Lutz (29 avril 1947 – 8 mai 2006) est une personnalité américaine qui s'est rendue célèbre en tant que propriétaire de la maison qui allait devenir la source des romans puis des films sur l'affaire d'Amityville.

## Présentation
En décembre 1975, George Lutz achète avec son épouse Kathleen la maison située au 112 Ocean Avenue à Amityville, dans le secteur résidentiel de Long Island à une heure de route de New York. De style colonial hollandais, elle s'élève sur trois niveaux et possède un grand salon, une salle-à-manger, quatre chambres, trois salles de bain, un sous-sol, un garage une piscine chauffée et un hangar à bateaux donnant sur la rivière passant au fond de la propriété. Le jardin est de belle taille et la maison est en très bon état. Le prix de vente de 80.000 $, nettement inférieur aux prix du marché, s'explique par le fait que les lieux ont été un an auparavant le théâtre de l'affaire d'Amityville, dans laquelle des meurtres crapuleux ont été commis dans la nuit du 13 novembre 1974, comme l'indique l'agent immobilier au couple le jour de la visite.
A cette époque, Georges Lutz a vingt-huit ans. Il est marié depuis peu de temps à son épouse âgée de trente ans, formant une famille recomposée avec les trois enfants de cette dernière, nés d'un premier mariage : les garçons Danny et Chris, 9 et 7 ans, et la fille Missy, 5 ans. La famille Lutz emménage dans sa nouvelle maison le 18 décembre 1975. Très vite, ses différents membres prennent conscience — selon leurs dires — de forces invisibles et commencent à percevoir des sons ou des voix immatériels. Dès le jour de l'emménagement, les Lutz, très croyants, invitent le père Rey, un prêtre ami, à venir bénir leur nouveau foyer à 13h30. Celui-ci témoignera plus tard avoir ressenti un froid inexpliqué dans la chambre d'amis, puis entendu une voix grave lui demander de partir avant de recevoir un gifle sur la joue donnée par une force invisible. Il quitte les Lutz sans les informer dans l'immédiat de ce qu'il vient de se passer. Le premier soir passé dans la maison, George Lutz affirme avoir été réveillé à 3h15 par un bruit. Il remarque alors une ombre vers le hangar à bateaux. La deuxième puis la troisième nuit, il se réveille à la même heure. Le 22 décembre 1975, au cinquième jour, l'épouse de George affirme sentir des contacts inexpliqués sur sa taille et sur ses mains en l'absence de toute autre personne. George témoignera que son épouse s'est évanoui à plusieurs reprises lors de leur séjour dans cette maison. Le 24 décembre 1975, le père Rey appelle la famille pour leur signaler son expérience alors qu'il était venu bénir la maison. La conversation téléphonique est interrompue de manière expliquée. La famille réveillonne normalement mais dans la nuit, George est à nouveau réveillé à 3h15 par un grognement de porc provenant de la chambre de la fillette. Le 27 décembre 1975, George et son épouse découvrent, cachée derrière une étagère, une petite pièce peinte en rouge sang sur laquelle apparaît en surimpression le visage de Ronald DeFeo Jr., auteur des crimes de 1974. Renseignement pris, George découvre que lesdits meurtres ont été commis à 3h15, heure à laquelle il est réveillé tous les soirs de manière inexpliquée. Le 4 janvier 1976, George est réveillé par une fanfare de cinquante musiciens marchant au pas. Quand il allume la lumière du salon, il ne voit rien mais lorsqu'il regagne sa chambre au premier étage, il surprend sa femme endormie en lévitation au-dessus du lit. 
George affirme avoir perdu 12 kg et vingt-huit jours après s'y être installés, les Lutz, terrorisés, désertent définitivement leur maison le 14 janvier 1976 à 7h00 après une nuit d'orage. 

### Médiatisation
Les incidents vécus par la famille font longtemps la une des journaux et George témoigne de son histoire dans de grands médias nationaux tels que Good Morning America encore plusieurs années après les faits. Les Lutz s'associent avec l'écrivain Jay Anson pour raconter leur cauchemar dans un livre sous-titré « histoire authentique », qui devient un best-seller et publié dans la rentrée 1977 sous le titre The Amityville Horror. Bien qu'il présente les faits comme réels, il est la risée des spécialistes. Les parapsychologues soulignent incohérences et distorsions, et William Weber, l'avocat de Ronald DeFeo Jr. (auteur des crimes de 1974), affirme avoir discuté de prétendues expériences surnaturelles en prévision d'un ouvrage qu'il était lui-même censé écrire. Cette histoire d'horreur est selon lui un canular. Quoi qu'il en soit, Stuart Rosenberg s'est inspiré de cet ouvrage pour réaliser le film intitulé Amityville, la maison du diable sorti en 1979 aux Etats-Unis et le mercredi 20 février 1980 en France, lui aussi devenu également aujourd'hui un classique du genre.

## Décès
George Lutz décède dans l'après-midi du 8 mai 2006 d'une crise cardiaque.